# Lui Vizotto
Lui Vizotto, nome artístico de Luís Gustavo Oliveira Lovisotto (Franca, 13 de setembro de 1990) é ator, cantor, locutor publicitário e preparador vocal, mais conhecido por interpretar o personagem Wesley na série Auto Posto, do canal Comedy Central. Participou também da versão cinematográfica de O Mágico di Ó – O Clássico em Forma de Cordel, com direção de Pedro Vasconcelos, versão cinematográfica do musical homônimo de Vitor Rocha, com direção de Ivan Parente e Daniela Stirbulov, do qual também é parte do elenco original. É professor de Expressão Vocal da Escola de Atores Wolf Maya desde 2018.

## Formação
É formado em atuação pela Escola de Arte Dramática da Universidade de São Paulo (EAD/USP), em canto popular pela Escola de Música do Estado de São Paulo – Tom Jobim (EMESP - Tom Jobim) e bacharel em Artes Cênicas pela Universidade de São Paulo (ECA/USP)

## Carreira
Começou cantando aos oito anos de idade e aos dez foi vencedor do concurso local "A Mais Bela Voz Infantil de Franca". Aos doze anos, começou a estudar teatro no Núcleo de Artes Cênicas do SESI - Franca. Em 2008, mudou-se para a capital do estado para estudar Artes Cênicas na Universidade de São Paulo. Nos anos seguintes, cursou também interpretação na Escola de Arte Dramática (EAD) e canto popular na Escola de Música do Estado de São Paulo – Tom Jobim.  
Integrou o elenco de espetáculos teatrais como Sala de Espera, Dias de Independência, Máquina de Dar Certo, o espetáculo infantil Cuidado: Garoto Apaixonado. Como ator e preparador vocal no mesmo projeto, realizou também os espetáculos Repertório Shakespeare - Macbeth e Medida Por Medida (Prêmio Aplauso Brasil de Melhor Elenco), com direção de Ron Daniels; Cobra na Geladeira, com direção de Marco Antônio Pâmio; Zucco, com direção de José Fernando de Azevedo; Hotel Trombose, direção de Fernando Gimenes; Vão, direção de Georgette Fadel e direção musical de Luiz Gayotto. 
Como cantor, destacou-se ao ser selecionado pela companhia inglesa Heart & Soul para o projeto Dean Rodney Singers, que esteve em cartaz em 2012 no Southbank Centre, como evento oficial das Paralimpíadas de Londres.
No cinema, integrou o elenco do documentário Idade da Água, de Orlando Senna, e do filme musical O Mágico di Ó, com direção de Pedro Vasconcelos, versão cinematográfica do musical homônimo de Vitor Rocha, com direção de Ivan Parente e Daniela Stirbulov, do qual também é parte do elenco original. 
Na televisão, participou de A Grande Viagem (indicada ao Emmy Kids 2018 na categoria melhor minissérie), com direção de Caroline Fioratti. Atualmente, interpreta o personagem Wesley, na série Auto Posto, do Comedy Central Brasil.

## Filmografia

### Cinema
| Ano   | Título                       | Direção           | Personagem             |
| ----- | ---------------------------- | ----------------- | ---------------------- |
| 2018  | Idade da Água (Documentário) | Orlando Senna     | Narrador e KarlBrugger |
| 2020* | O Mágico di Ó                | Pedro Vasconcelos | Cabra-de-Lata          |

### Televisão
| Ano  | Título          | Direção           | Personagem | Notas                                                                       |
| ---- | --------------- | ----------------- | ---------- | --------------------------------------------------------------------------- |
| 2017 | A Grande Viagem | Caroline Fioratti | Hernández  | Episódio 4 "Cuba", indicada ao Emmy Kids 2018 (Categoria Melhor Minissérie) |
| 2020 | Auto Posto      | Marcelo Botta     | Wesley     |                                                                             |

### Teatro
| Ano  | Título                                        | Direção                          | Função                         | Personagem                             |
| ---- | --------------------------------------------- | -------------------------------- | ------------------------------ | -------------------------------------- |
| 2011 | Um Casamento Perfeito                         | Miriam Rinaldi                   | Ator/Cantor e Preparador Vocal | James                                  |
| 2012 | Vão                                           | Georgette Fadel                  | Ator/Cantor e Preparador Vocal |                                        |
| 2012 | Hotel Trombose                                | Fernando Gimenes                 | Ator e Preparador Vocal        | Julinho                                |
| 2013 | Máquina de Dar Certo                          | Roberto Audio                    | Ator                           |                                        |
| 2013 | Sala de Espera                                | Thiago Franco Balieiro           | Ator                           | Herói                                  |
| 2013 | Cuidado: Garoto Apaixonado                    | Flávia Garrafa                   | Ator                           | Pisco/Eros                             |
| 2013 | Zucco                                         | José Fernando Peixoto de Azevedo | Ator/Cantor e Preparador Vocal | Irmão                                  |
| 2016 | Repertório Shakespeare - Macbeth              | Ron Daniels                      | Ator e Preparador Vocal        | Donalbain/Criança Macduff/Jovem Siward |
| 2016 | Repertório Shakespeare - Medida Por Medida    | Ron Daniels                      | Ator e Preparador Vocal        | Lelé e Frei Pedro                      |
| 2018 | Dias de Independência                         | Marcos Damigo                    | Ator/Cantor                    | José Bonifácio                         |
| 2018 | Cobra na Geladeira                            | Marco Antônio Pâmio              | Ator e Preparador Vocal        | Gabriel/Christian                      |
| 2019 | O Mágico di Ó - O Clássico Em Forma de Cordel | Ivan Parente e Daniela Stirbulov | Ator/Cantor                    | Cabra de Lata                          |